# Santa Maria in Stelle
Santa Maria in Stelle è una frazione di Verona, facente parte della VIII circoscrizione. Il paese è abitato da 2.176 persone. La frazione dista 8 km dal centro di Verona e sorge a 122 metri sul livello del mare. 
La frazione è collocata a nord-est del capoluogo, sul lato est della Valpantena, e si estende fino alla dorsale al confine con la Val Squaranto.
È delimitata ad ovest da Quinto di Valpantena. 
A nord dell'abitato corre il confine comunale con Grezzana, da cui dista 5 km. Il principale monumento di Santa Maria in Stelle è il Pantheon, situato a fianco della chiesa di Santa Maria Assunta.
Si tratta di un comune soppresso nel 1932 ed aggregato al comune di Verona.